# Вилен (река)
Виле́н (фр. Vilaine, брет. Gwilen) — река в Бретани, на западе Франции. Длина — 218 км.
Исток реки находится в департаменте Майен. Высота истока — 153 м над уровнем моря. Вилен впадает в Атлантический океан близ городка Треигир (Tréhiguier) в департаменте Морбиан. Река Вилен — одна из наибольших, впадающих прямо в океан, её бассейн — 9600 км²; в своём верховье она входит в соединительную водную систему между Сен-Мало и Ренном; её главный приток (правый) — река Ульт (150 км). Полуостров Геранд разделяет устья Вилен и Луары.

## Течение

Река протекает через 4 департамента: Майенн, Иль и Вилен, Луара Атлантическая и Морбиан и 4 основных города: Ренн, Витре, Редон и Ла-Рош-Бернар.
Около Витре были построены 3 дамбы для избежания наводнений, питьевого водоснабжения и зон отдыха:
- 1978 дамба Валиер
- 1982 плотина От-Вилен
- 1995 дамба Виллаумур

## Гидрология
Расход воды в реке колеблется от 2 до 1500 м³/с. Питание преимущественно дождевое.

## Навигация
Вилен является частью системы Бритонских каналов. От Ренна до Атлантического океана река судоходна для небольших судов.

## Основные притоки
- Иль
- Сиш
- У
- Исаак